# Hermann Lang

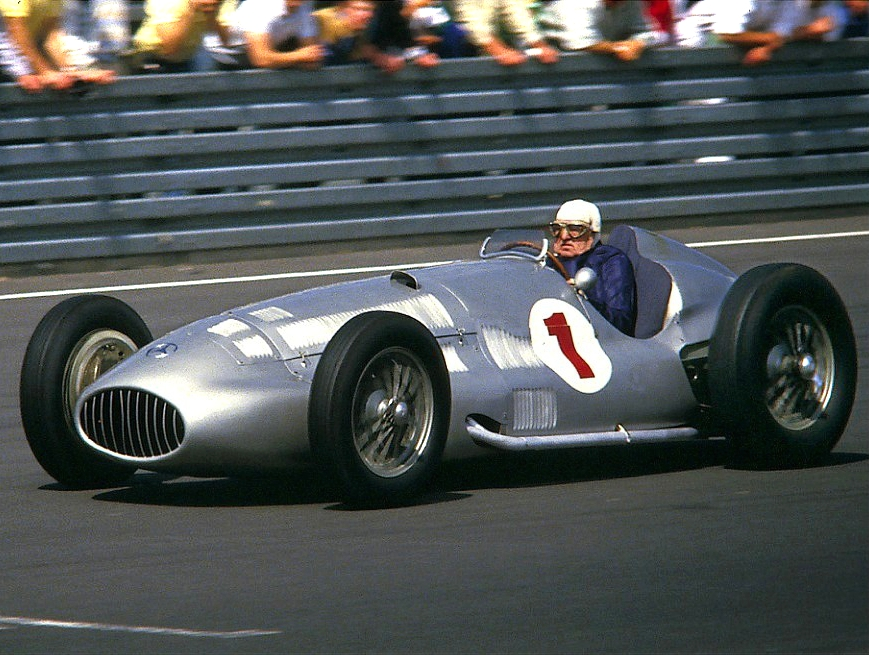
Hermann Lang i en Mercedes-Benz W154 1986.

Hermann Lang, född 6 april 1909 i Cannstatt, död 19 oktober 1987 i Stuttgart-Bad Cannstatt, var en tysk racerförare.

## Racingkarriär
Lang började som motorcykelförare och segrade 1927 i Solitudeloppet. Särskilt framgångsrik var han i backtävlingar (på Standard) med segrar i sidvagnsklassen i Klausenloppet 1929 och 1930, Semmeringloppet 1929 och Tysklands Back Grand Prix 1930. Han blev 1931 tysk mästare i denna klass.
Lang hade en lång karriär som racerförare från 1930-talet och fram till mitten av 1950-talet. 1939 hade han sitt mest framgångsrika år då han vann fyra grand prix, Eifelrennen på Nürburgring, bergsloppet på Freiburger Schauinsland och Wiener Höhenstraßenrennen. Efter andra världskriget återvände han till Mercedes-Benz och vann Eifelrennen och Le Mans 24-timmars 1952. Lang kom tvåa i Prix de Bern och Carrera Panamericana. Han tävlade även i formel 1 där han körde för Maserati i Schweiz 1953 och för Mercedes-Benz i Tyskland 1954.
1953 gjordes ett försök att göra AVUS till världens snabbaste bana genom att göra en mycket brant bankning (43°) på Nordkurve. Lang satte ett varv med genomsnittshastigheten 260 km/h och ingen skulle köra ett varv snabbare på en racerbana förrän på Indianapolis Motor Speedway tre årtionden senare.